# 微斑繐肩䲁
微斑繐肩鳚（学名：Cirripectes fuscoguttatus），又名微斑頸鬚鳚、狗鰷，为輻鰭魚綱䲁形目鳚科繐肩鳚属的鱼类，俗名微斑颈须鳚。分布太平洋，從臺灣南部至土阿莫土群島，南至東加海域，深度0至8公尺，本魚體長橢圓形，稍側扁，頭鈍短，鼻鬚及眼上鬚呈羽狀分支，上唇小圓齒40-55，頭部有淺色背景上的深棕色斑點；橙紅色的虹膜；黃色的腹鰭；胸鰭近半部有斑點，背鰭硬棘12枚、背鰭軟條13-15枚、臀鰭硬棘2枚、臀鰭軟條14-16枚，體長可達10.6公分，棲息在珊瑚礁湧浪區，以藻類、碎屑和小型無脊椎動物為食，雌魚產附著卵，雄魚會守護卵。该物种的模式产地在Rongerik Atoll。